# Colocasia grisescens
Colocasia grisescens är en fjärilsart som beskrevs av Kardakoff 1928. Colocasia grisescens ingår i släktet Colocasia och familjen Pantheidae. Inga underarter finns listade i Catalogue of Life.